# Agide Samaritani
Agide Samaritani (Alfonsine, 13 giugno 1921 – Strasburgo, 15 marzo 1969) è stato un partigiano e politico italiano, noto col nome di battaglia di Sergio.

## Biografia
Agide Samaritani è stato un partigiano romagnolo e politico italiano. L'11 settembre 1943 prese parte alla riunione fondativa della Resistenza romagnola, tenutasi all'Hotel Mare-Pineta di Milano Marittima e a cui parteciparono, oltre a lui, Arrigo Boldrini, Ennio Cervellati, Giuseppe D'Alema, Gino Gatta, Riccardo Fedel, Giovanni Fusconi, Mario Gordini, Rodolfo Salvagiani, Vincenzo Giardini e Zoffoli. In seguito, Samaritani ricoprì un ruolo di rilievo nella liberazione di Cervia, essendo entrato dal febbraio del 1944 nel Partito comunista italiano.
Nel dopoguerra Samaritani divenne dirigente di importanti Federazioni del PCI (Rimini, Macerata e Ravenna) e dal 1957 al 1963 fu segretario generale della Camera Confederale del Lavoro di Ravenna. Eletto Consigliere comunale di Ravenna dal 1966 al 1968; nel 1963 divenne Senatore della Repubblica, venendo confermato nel 1968 e tale rimase sino alla morte. Nel contempo, fu eletto il 21 gennaio del 1969 all'Assemblea della Comunità Economica Europea (Parlamento Europeo). Si spegne a Strasburgo, a 47 anni, nel marzo 1969.